# Фридрих Мекленбургский
Фри́дрих Мекленбу́ргский Благочести́вый (нем. Friedrich, Herzog zu Mecklenburg-Schwerin; 9 ноября 1717, Шверин — 24 апреля 1785, Людвигслюст) — герцог Мекленбурга, правивший в Мекленбург-Шверине. 
В 1772 году ввёл обязательную отсрочку похорон до третьего дня после смерти для предотвращения возможного погребения заживо. 

## Биография
Фридрих — сын герцога Кристиана Людвига II Мекленбургского и его супруги Густавы Каролины, дочери Адольфа Фридриха II Мекленбургского.
В детстве и юности на духовное развитие Фридриха оказала влияние двоюродная бабушка Августа Мекленбургская, у которой он часто гостил. Благодаря Августе Фридрих впитал благочестивость, основанную на пиетизме.
После смерти отца Фридрих наследовал ему в герцогстве 30 мая 1756 года. Вскоре после его прихода к власти Мекленбург оказался втянутым в Семилетнюю войну. Герцог поддержал формирование имперской экзекуционной армии против короля Пруссии Фридриха II, поэтому Прусские войска периодически вступали на территорию Мекленбурга, набирали рекрутов из местного населения, в том числе силой, и облагали жителей и герцогские владения контрибуцией. Жалобы, которые Фридрих подавал прусскому королю Фридриху II, не возымели действия. В марте 1757 года Фридрих заключил оборонительный союз со Швецией и Францией. Фридрих предоставил шведам право пройти по территории Мекленбурга, позволив своим владениям стать ареной военных действий. В 1760 году Фридрих был вынужден бежать от войск прусского генерала Пауля фон Вернера из Мекленбурга в Любек и оставаться там до лета 1762 года. После заключения мира Мекленбург был обязан выплачивать Пруссии контрибуции. Город Росток отказался от выплаты контрибуций, за что Фридрих перевёл часть Ростокского университета в Бютцов, основав там Бютцовский университет. Конфликт с городом был урегулирован только после смерти Фридриха в 1789 году.
Фридрих, будучи убеждённым последователем пиетизма, описывался как мягкий, экономный и справедливый правитель. Он способствовал развитию школ, текстильного производства и отменил пытки. Ему удалось выкупить у Ганновера заложенные поместья.
В 1764 году Фридрих перенёс свою резиденцию из Шверина в Людвигслюст. В 1765 году архитектор Иоганн Иоахим Буш приступил к строительству придворной церкви (ныне городская церковь) и продолжил перестройку в резиденции Людвигслюстского дворца.
2 марта 1746 года Фридрих женился на Луизе Фридерике Вюртембергской, дочери наследного принца Фридриха Людвига Вюртембергского. В связи с безвременной смертью отца невесты свадьба состоялась при дворе дяди невесты Фридриха Вильгельма Бранденбург-Шведтского в Шведтском дворце. Брак оказался бездетным, и после смерти Фридриха ему наследовал его племянник Фридрих Франц I, сын его брата Людвига. Фридрих был похоронен вместе с супругой в придворной церкви в Людвигслюсте.